# NGC 2926
NGC 2926 (другие обозначения — UGC 5125, MCG 6-21-60, ZWG 181.71, KUG 0934+330, IRAS09345+3304, PGC 27400) — спиральная галактика с перемычкой (SBb) на расстоянии около 64 Мпк в созвездии Льва. Открыта Иоганном Пализой в 1886 году. Входит в группу галактик LDC 665 вместе с галактиками MCG+06-21-064 и NGC 2942.
Этот объект входит в число перечисленных в оригинальной редакции «Нового общего каталога».
В январе 2012 года в галактике вспыхнула сверхновая типа Ic, получившая обозначение SN 2012C. Её пиковая видимая звёздная величина составила 16,8m.